# Stomatocolpodia gracilis
Stomatocolpodia gracilis är en tvåvingeart som beskrevs av Fedotova och Vasily S. Sidorenko 2005. Stomatocolpodia gracilis ingår i släktet Stomatocolpodia och familjen gallmyggor. Inga underarter finns listade i Catalogue of Life.